# Alfred Cowles
Pour les articles homonymes, voir Cowles.
Alfred Cowles est un économiste et un homme d'affaires américain né le 15 septembre 1891 à Chicago et décédé le 28 décembre 1984. Il est connu pour avoir créé en 1932 la Cowles Commission for Research in Economics et avoir participé à la création de la société d'économétrie avec Ragnar Frisch. Il a été secrétaire de la société d'économétrie de 1932 à 1948 et trésorier de 1932 à 1954.

## Publications
- « Stock Market Forecasting » Econometrica, 12, 1944
- « A Revision of Previous Conclusions Regarding Stock Price Behavior » Econometrica, 28(4), 1960